# گمینا خوشلو
گمینا خوشلو (به لهستانی:  Gmina Huszlew) یک گمینا در لهستان است که در شهرستان ووشتسه واقع شده‌است. گمینا خوشلو ۱۱۷٫۶۱ کیلومتر مربع مساحت؛و طبق آمار رسمی در سال ۲۰۱۴،قریب به ۲٬۹۳۲ نفر جمعیت دارد.